# Erythroxylum schunkei
Erythroxylum schunkei är en tvåhjärtbladig växtart som beskrevs av T. Plowman. Erythroxylum schunkei ingår i släktet Erythroxylum och familjen Erythroxylaceae. Inga underarter finns listade i Catalogue of Life.